# Cladonia firma
Cladonia firma är en lavart som först beskrevs av och som fick sitt nu gällande namn av William Nylander. 
Cladonia firma ingår i släktet Cladonia och familjen Cladoniaceae. Inga underarter finns listade i Catalogue of Life.